# Acranthera lanceolata
Acranthera lanceolata är en måreväxtart som beskrevs av Theodoric Valeton. Acranthera lanceolata ingår i släktet Acranthera och familjen måreväxter. Inga underarter finns listade i Catalogue of Life.